# Nevklea, Horodnea
Nevklea (în ucraineană Невкля) este un sat în comuna Molojava din raionul Horodnea, regiunea Cernihiv, Ucraina.

## Demografie
Componența lingvistică a localității Nevklea
     Ucraineană (97,92%)
     Rusă (1,48%)
     Alte limbi (0,59%)
Conform recensământului din 2001, majoritatea populației localității Nevklea era vorbitoare de ucraineană (97,92%), existând în minoritate și vorbitori de rusă (1,48%).